# Verboden te zuchten
Verboden te zuchten is de debuutlangspeelfilm van Alex Stockman uit 2001 met in de hoofdrollen Stefan Perceval en Stefanie Bodien. Het script was van regisseur Stockman. De première van de film was op 21 februari 2001. De film kreeg nominaties voor de grote prijs van het Internationaal Filmfestival van Vlaanderen-Gent en de Tiger Award van het Internationaal Filmfestival van Rotterdam en werd de laureaat van de Gouden Prometheus van het Internationaal Filmfestival van Tbilisi.

## Rolverdeling
| Acteur              | Personage               |
| ------------------- | ----------------------- |
| Stefan Perceval     | Joris                   |
| Stefanie Bodien     | Luzie                   |
| Senne Rouffaer      | Dr. Louis Hanot         |
| Jacqueline Bir      | Simone Hanot            |
| Josse De Pauw       | Vader                   |
| Marie Bulte         | Elsa                    |
| Youri Dirkx         | receptionist            |
| Ryszard Turbiasz    | vrijer van receptionist |
| Jean-Yves Izquierdo | dakloze                 |
| Amid Chakir         | zakenman in hotel       |
| Roger Van Win       | man aan telefooncel     |
| Robbie Cleiren      | Hans (stem)             |
| Hans Ligtvoet       | man met gsm             |